# 천하장하
《천하장하》(天下长河)는 2022년 방송되었던 중국의 드라마이다.

## 등장 인물
- 뤄진 - 강희제 역
- 윤방 (尹昉) - 진황 역
- 황지충 (黄志忠) - 근보 역
- 해미연 (奚美娟) - 효장문황후 역
- 양관화 (梁冠华) - 색액도 역
- 소가 (苏可) - 우진갑 역
- 육사우 (陆思宇) - 고사기 역
- 공뢰 (公磊) - 명주 역
- 조기 (赵麒) - 서건학 역
- 이흔철 (李昕哲) - 근강예 역
- 가영 (柯颖) - 유인 역

## 참고사항
- 극중 강희제와 근보 역을 맡은 뤄진과 황지충은 학려화정 이후 3년만에 재회하였다
- 강희제 역을 맡고 있는 뤄진은 행복도만가 이후 5개월만에 출연하는 작품이기도 하다